# Jacob Christiaan Pielat
Jacob Christiaan Pielat est le 27e gouverneur du Ceylan néerlandais.